# گوشینپی
گوشینپی (به ژاپنی: 御親兵)، سپاه مخصوص امپراتوری در اوایل دوره میجی و اصلاحات میجی به نیروهای مسلحی که به‌طور مستقیم به عنوان گارد سلطنتی از امپراتور ژاپن و درباریان محافظت می‌کردند، گفته می‌شود. این گارد از ۱۰ هزار نفری عمدتاً هانشی‌های (سامورایی‌های قلمروهای ژاپن) قلمروی ساتسوما، قلمروی چوشو و قلمروی توسا تشکیل شده بود. این گارد مخصوص در ۱۳ مارس ۱۸۶۸ تشکیل شد و در سال ۱۸۷۲ به کونوئه تغییر نام داد.